# Partição do Império Otomano
A Partição do Império Otomano foi um evento político ocorrido depois da Primeira Guerra Mundial que envolveu a divisão em diversas novas nações do imenso conglomerado de territórios e povo governados até então pelo sultão otomano.
A partição foi planejada desde os primeiros dias da guerra, embora os rivais do Império Otomano, os chamados "Aliados", não concordassem com as suas intenções a respeito do pós-guerra e fossem obrigados a fazer acordos paralelos. Depois da ocupação de Istambul por tropas britânicas e francesas em Novembro de 1918, o governo otomano ruiu completamente e foi obrigado a assinar o Tratado de Sèvres em 1920. No entanto, a guerra de independência turca forçou os antigos Aliados a retornarem à mesa de negociações antes que o tratado pudesse ser ratificado. Os Aliados e a Grande Assembleia Nacional da Turquia assinaram e ratificaram então o novo Tratado de Lausanne, em 1923, que passava por cima das decisões do tratado anterior e solidificava a maioria das questões territoriais. Uma das questões que ficou sem resolução, foi negociada posteriormente pela Liga das Nações (ver Mossul, 1925).
A partição da região acabou por separar o mundo árabe da República da Turquia. A Liga das Nações concedeu à França mandatos sobre a Síria e o Líbano e ao Reino Unido sobre a Mesopotâmia e a Palestina (que englobava duas regiões autónomas, a Palestina e a Transjordânia). Partes do Império Otomano localizadas na península Arábica tornaram-se partes da Arábia Saudita e do Iémen atuais.